# 勞錦嫦
勞錦嫦（英語：Irene Lo Kam Sheung，1960年—），1981年香港小姐競選冠軍，並獲友誼小姐。

## 背景
勞錦嫦在1966年畢業於深水埗大埔道巴域中學附設幼稚園（與獅子會中學前校長林日豐為同屆同學），後入讀香港培道中學，中學畢業後於1981年參加香港小姐競選。原本勞錦嫦在當屆香港小姐競選僅奪得亞軍，但由於原冠軍羅佩芝虚報年齡而被取消資格，故勞錦嫦補上成為該屆冠軍。現為前立法會議員、政壇名嘴鄭經翰妻子。